# Emiliano Iglesias Ambrosio
Emiliano Iglesias Ambrosio (Ponteareas, 28 de juliol de 1878 - Madrid, 3 d'octubre de 1943) fou un advocat, periodista i polític lerrouxista gallec, diputat a les Corts Espanyoles durant la restauració borbònica i durant la Segona República.

## Joventut
Estudià batxillerat a Pontevedra, on el 1894 fou cap de les joventuts del Partit Republicà Democràtic Federal. Es llicencià en dret a la Universitat de Santiago de Compostel·la i després tornà a Pontevedra a exercir d'advocat, alhora que dirigia el diari La Unión Republicana. El 1904 va signar un manifest juntament amb Joaquín Poza Cobas, del diari El Grito del Pueblo i per Sebastián Maquieira del Casino Republicano. Arran d'aquest manifest es va convocar un míting a Pontevedra on va conèixer Alejandro Lerroux, qui el va convèncer de traslladar-se amb ell a Barcelona.
Juntament amb Lerroux va fundar el Partit Republicà Radical, que dirigia de facto degut a les perllongades absències del seu cap, sobretot arran del seu exili a França el 1908. Des del 1906 també seria el director de l'òrgan del partit, El Progreso i president de l'Ateneu de Concentració Republicana Radical del VI Districte de Barcelona. El 1907 assolí un cert ressò gràcies a la seva defensa de Francesc Ferrer i Guàrdia quan aquest fou implicat en l'intent d'assassinat d'Alfons XIII per Mateu Morral. També destacà pels seus atacs a Solidaritat Catalana, a l'Església Catòlica i a l'exèrcit arran de la Guerra del Marroc. Des del 1908 també s'enfrontà a la Societat de l'Art d'Imprimir de la Solidaritat Obrera per tal de disputar-li el control sobre la classe obrera catalana.

## Maduresa
A les eleccions municipals de 1909 fou escollit regidor de l'ajuntament de Barcelona pel Partit Radical, i durant la seva gestió fou acusat d'irregularitats administratives i conegut tant per la seva astúcia política com per la seva forma d'actuar tèrbola. Quan esclataren els fets de la Setmana Tràgica la seva postura inicial fou mantenir-se al marge, però pressionat pels elements més joves del seu partit (Rafael i Josep Ulled i Altemir) va mantenir contactes amb Francesc Ferrer i Guàrdia i Antoni Fabra i Ribas però es negà a signar un manifest de suport a la revolta. Quan extremistes del seu partit i alguns vaguistes el pressionaren perquè proclamés la República des de l'ajuntament, intentà contemporitzar i no es presentava a les cites(fins i tot es va prendre un purgant per no anar a les barricades, raó per la qual fou conegut com l'heroi de la purga) alhora que intentava dissociar el seu partit de la vaga. Tot i així, el 31 de juliol de 1909 fou detingut sota l'acusació d'inducció a la sedició i jutjat juntament amb els radicals Trinitat Alted i Fornet i Luis Zurdo de Olivares, a qui va ajudar a preparar-ne la defensa. El 3 de març de 1910 fou absolt per falta de proves i pogué presentar-se a les eleccions generals espanyoles de 1910, en les que fou elegit diputat per Barcelona, tot i la seva enemistat amb Solidaritat Obrera arran dels fets de 1909.
El 1914 fou qui va signar en nom del seu partit el Pacte de Sant Gervasi amb la Unió Federal Nacionalista Republicana, però el seu fracàs electoral va provocar que el 1915 es distanciés amb Lerroux, encara que va romandre com a dirigent important del partit. El 1917 fou escollit novament regidor de l'ajuntament de Barcelona i fou detingut durant la vaga general de 1917. Fou escollit novament diputat per Barcelona a les eleccions generals espanyoles de 1920 i 1923. Quan es va proclamar la Dictadura de Primo de Rivera es va haver d'exiliar.
Quan es produí la proclamació de la Segona República Espanyola a Barcelona el 14 d'abril de 1931, va intentar ocupar-hi la seu del govern civil, però hi fou desplaçat per Lluís Companys. Després fou elegit diputat per la província de Pontevedra a les eleccions generals espanyoles de 1931 i 1933. El novembre de 1931 fou expedientat i expulsat de les Corts Espanyoles juntament amb l'empresari mallorquí Joan March i Ordinas quan es descobrí que Emiliano comunicava March del resultat de les deliberacions de la Comissió de Responsabilitats a canvi d'una suma de diners. Tot i això fou vicepresident de la comissió que elaborà la Constitució espanyola de 1931 i ambaixador a Mèxic entre març de 1935 i febrer de 1936. A les eleccions generals espanyoles de 1936 no fou escollit.